# Nina Zabludlovski Caro
Nina Zabludovski Caro foi uma Escritora, Doutora em Germanística e Arte Dramática, refugiada da Segunda Guerra Mundial.
- Nasceu em 29/03/1906 em Bialystok, antiga Rússia, atual Polônia.
- Era filha única de Heinrich e Regina Zabludovski. Eles migraram para a Alemanha em 1910, buscando atendimento médico para o pai de Nina, e também pelo medo de pogroms.

Conforme artigo produzido pelas pesquisadoras Anita Brumer e Ieda Gutfreind para a Revista Contingentia, da Universidade Federal do Rio Grande do Sul, o pai de Nina não acreditava que haveria guerra e não quis abandonar seus bens para acompanhar a família no exílio. Dois meses depois a guerra começou, e ele não conseguiu mais sair da Alemanha. Segundo o artigo, é provável que tenha sido mais uma das vítimas do holocausto nazista.
A vida de Nina foi marcada por diversas rupturas, pelo fato de ter sido judia na Europa, e por isso ter experimentado toda a série de ameaças por parte do nazifascismo na Europa.
Com o início da Primeira Guerra Mundial, os imigrantes na Alemanha passaram a ser considerados estrangeiros, e por isso Nina não pode estudar em escola pública. Concluiu seus estudos até o Doutorado em Germanística, com especialização em Arte Dramática.
Nina era esposa de Herbert Caro, que conheceu em janeiro de 1935, e foi sua companheira até a morte dele, em 23 de março de 1991. Eles se refugiaram no Brasil no mesmo ano, devido à política e às atrocidades impetradas pelo Nazismo e se casaram na cidade de Porto Alegre. 
Aqui chegando, enfrentaram diversas dificuldades e talvez a maior delas no início tenha sido o aprendizado do idioma. Ambos sabiam alemão, inglês e francês e Nina ainda tinha alguns conhecimentos em espanhol. Quando souberam que viriam para o Brasil, tentaram uma professora em Berlim e como autodidatas. Nina pediu ainda ajuda a amigos que falavam espanhol, o que também ajudou no aprendizado de português. 
Já professora desde a Alemanha, mas ainda com dificuldades com a língua portuguesa, Nina tentou o trabalho de artesã, sem sucesso. Conseguiu trabalho em uma livraria e começou a lecionar alemão no Instituto Goethe. 
Incentivada pela mãe de dois alunos particulares, escreveu um livro didático de alemão, o Aprende brincando, criança!, seguido por outros:
- Aprende brincando a contar
- Mostre o que sabe!
- Jogos, Passatempos e Habilidades
- Lachen und Lernen
- Raten Sie mal!

Morreu em 1993, aos 87 anos.

1. ↑  BRUMER Anita GUTFREIND Ieda Nina Caro, uma mulher de destaque Revista Contigentia. UFRGS, V.2, nr. 1, 2007. ISSN 1980-7589. Porto Alegre, Mai 2007, p. 36-43. Disponível em:[<seer.ufrgs.br/contingentia/article/view/3854/2152]
2. ↑  Plataforma Arqshoah-USP
3. ↑  BRUMER, Anita GUTFREIND, IedaNina Caro, uma mulher de destaque, Revista Contingentia, maio de 2007